# Alain Guellec
Pour les articles homonymes, voir Guellec.
Alain Guellec né le 16 janvier 1961 à Saint-Guénolé, sur la commune de Penmarc'h dans le Finistère est un prélat catholique français, évêque auxiliaire de Montpellier depuis le 17 avril 2019,.
Le 29 octobre 2022, il est nommé, par le pape François, évêque de  Montauban.

## Biographie
Alain Guellec nait et grandit en pays bigouden. Il est ordonné prêtre pour le diocèse de Quimper et Léon le 17 juin 1990 par Clément Guillon, évêque de Quimper et Léon.
Il commence son ministère comme vicaire à Landerneau. De 1994 à 1996, il part en mission d'étude à Rome. À son retour, il est nommé vicaire de Saint-Louis à Brest. Il y est également aumônier de lycée et conseiller pastoral du service diocésain de l'aumônerie de l'enseignement public.
En 2001, il est nommé délégué diocésain pour la catéchèse et il commence à enseigner au séminaire Saint-Yves à Rennes. Il est ensuite successivement membre du collège des consulteurs à partir de 2002 et de 2004 à 2007, membre du conseil épiscopal.
En 2007, il retrouve une mission paroissiale en tant que curé de l'ensemble paroissial du Chenal du Four. L'année suivante, il est en outre nommé vicaire épiscopal chargé des services diocésains.
En 2013, il est nommé vicaire général du diocèse par Jean-Marie Le Vert. Il reste à son poste durant les turbulences qui contraignent ce dernier à la démission et est nommé délégué de l'administrateur apostolique au cours de la vacance du siège épiscopal. Laurent Dognin, nommé évêque de Quimper et Léon, le confirme dans sa charge de vicaire général.

### Évêque
Le 17 avril 2019, le pape François nomme Alain Guellec évêque titulaire de Senez et évêque auxiliaire de Montpellier.
Sa consécration épiscopale a eu lieu le 7 juillet 2019, en la cathédrale Saint-Pierre à Montpellier par Pierre-Marie Carré, archevêque métropolitain de Montpellier, assisté de Laurent Dognin, évêque de Quimper et Léon et Claude Azéma, évêque auxiliaire émérite de Montpellier, en présence de Celestino Migliore, nonce apostolique en France.
Le 11 juillet 2022, à la suite de la démission de Pierre-Marie Carré pour raisons d'âge, Alain Guellec est nommé administrateur diocésain pour diriger le diocèse de Montpellier jusqu’à la prise de possession canonique de son successeur Norbert Turini qui a lieu le 23 octobre 2022.
Le 29 octobre 2022, Alain Guellec est nommé évêque de Montauban. Il est installé le 15 janvier 2023 en l'église Saint-Jean-Baptiste de Villenouvelle à Montauban par Guy de Kérimel, archevêque métropolitain de Toulouse, en présence de Celestino Migliore, nonce apostolique en France.